# Rekowo (Stargard)
Pour les articles homonymes, voir Rekowo.
Rekowo est une localité polonaise de la gmina rurale de Kobylanka située dans le powiat de Stargard en voïvodie de Poméranie-Occidentale. Elle se trouve à environ 11 km à l'ouest de Stargard et 21 km à l'est de la capitale régionale Szczecin.

## Géographie

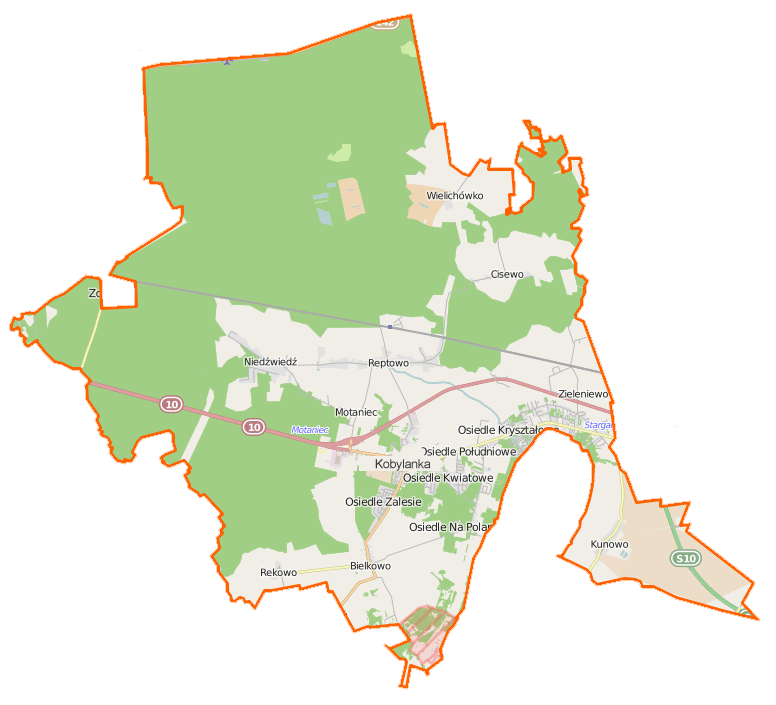
Carte de la gmina de Kobylanka.

## Histoire
Jusqu'en 1945, Reckow fait partie de l'arrondissement de Greifenhagen dans le district de Stettin de la province prussienne de Poméranie. Il est un des probables lieux d'origine de la famille noble von Reckow.